# Spleen baudelairien
 (juillet 2008).
Si vous disposez d'ouvrages ou d'articles de référence ou si vous connaissez des sites web de qualité traitant du thème abordé ici, merci de compléter l'article en donnant les références utiles à sa vérifiabilité et en les liant à la section « Notes et références ».
Pour les articles homonymes, voir Spleen.
Le spleen baudelairien désigne une profonde mélancolie née du mal de vivre, que Charles Baudelaire exprime dans plusieurs poèmes de son recueil Les Fleurs du mal.
Quoiqu'il l'associe, discrètement, pour qui veut le lire, non pas à un véritable mal mais plutôt à une rage de vivre. Cette frustration colérique d'un Idéal non réalisé, auquel il ne renonce pourtant pas. Il accompagne finalement le titre de l'ouvrage complet : Spleen et Idéal. 
Ce spleen éveille un espoir, aisément distinguable dans ses textes les plus sombres : « Je suis comme le roi d'un pays pluvieux, riche, mais impuissant » LXXVII.
Loin de renoncer à ses rêves les plus fous, même lorsqu'il essaye de disparaître dans ses Paradis artificiels, toute la subtilité du Spleen baudelairien réside donc dans une soif de beauté cachée, comme dans ce vers : Le soleil s'est noyé dans son sang qui se fige.

## Étymologie
Spleen est le terme anglais qui désigne la mauvaise humeur, l'humeur noire, ou la rate comme siège de cette humeur. Il dérive du grec ancien σπλήν / splḗn, « rate ».
La théorie des humeurs du médecin Hippocrate explique que la rate déverse dans le corps humain un fluide - la bile noire - qui, produit en excès, déclenche la mélancolie, forme extrême de la dépression.
Bien que cette théorie ait été infirmée depuis longtemps, l'idée qu'un dysfonctionnement d’un organe affecte le caractère est passée dans le langage courant, comme l'attestent les expressions « se faire de la bile » ou, plus familièrement, « se mettre la rate au court bouillon ».
Baudelaire fait ainsi du terme spleen la métaphore centrale de son recueil Les Fleurs du mal.

## Emploi artistique
Dès 1848, dans son projet de recueil poétique alors appelé Les Limbes (prémices des Fleurs du mal éditées en juin 1857), Baudelaire cherche à « représenter les agitations et les mélancolies de la jeunesse moderne ».
Le terme de mélancolie étant employé au sens commun, non pas au sens médical du terme.
En 1869, quelques mois après sa mort, un ensemble de poèmes en prose, écrits entre 1853 et 1864, paraît sous le titre Le Spleen de Paris.
Avant Baudelaire, le terme spleen a été employé par des écrivains romantiques anglais et allemands.
Balzac évoque le spleen des anglais au début des Splendeurs et Misères des courtisanes, pour évoquer la vision d’Esther dans le cœur du baron de Nucingen.
Dans les Malheurs d’un amant heureux, publiés en 1815, Sophie Nichault de la Valette met en scène un amoureux, sujet au spleen, maladie anglaise.
Dans ses Mémoires, dont la rédaction de certains passages remonte à 1831, le compositeur Hector Berlioz explique le spleen à l'aide d'un enchaînement de métaphores évoquant une expérience chimique à base d'acide sulfurique.
Dans le chapitre 21 de sa Vie de Henry Brulard, Stendhal écrit : "La conversation du vrai bourgeois sur les hommes et la vie (...), me jette dans un spleen profond (...)". Ce chapitre avait été rédigé en 1835.

## Analyse
Le spleen exprime un état d'asthénie morale qu'expliquent :
- l'angoisse du temps qui passe,
- la solitude,
- la nostalgie,
- le sentiment d'impuissance,
- la culpabilité,
- l'ennui,
- la mélancolie d'un amour déchu. Celle poétique, bien sûr, comme on l'entend généralement, bien loin de la mélancolie maladive, qui à défaut de torturer les âmes, désigne ce point de chute où la névrose rejoint la psychose.

Le spleen ne désigne pas un état psychotique, mais le sentiment de tragédie d'un individu sensible à en mourir.
Il traduit un profond mal de vivre, qui peut toucher au désespoir.
Selon Baudelaire, si la joie peut jaillir de la Beauté, elle n'en constitue le plus souvent qu'un des ornements les plus vulgaires « tandis que la Mélancolie en est pour ainsi dire l'illustre compagne ».
Lui-même se violente ainsi, il ridiculise ce à quoi il tient, se blesse pour ne pas en mourir.
D'humeur dépressive, l'auteur des Fleurs du mal effectue plusieurs tentatives de suicide. Son état psychique l'inspire artistiquement. Il s'y complaît même, non sans masochisme. Mais son spleen s'inscrit toujours dans sa quête de l'idéal, auquel il accède parfois grâce à de secrètes correspondances.
Tel cet Heautontimoroumenos où il déclame être "le sinistre miroir où la mégère se regarde". " La plaie et le couteau. "Le soufflet et la joue". Et finalement de son "cœur le vampire."
La section initiale des Fleurs du mal s'appelle, comme dit précédemment, Spleen et Idéal. Elle inclut quatre poèmes célèbres, regroupés sous le titre Spleen, qui expriment une tristesse morbide, mais non moins volontaire dans son auto-flagellation liée à :
- l'accablement causé par l'hiver glacial, humide et mortifère (I - Pluviôse, irrité contre la ville entière) ;
- la pesanteur du souvenir et la vacuité de l'existence (II - J'ai plus de souvenirs que si j'avais mille ans) ;
- un mal-être intense, où l'instinct de mort s'installe (III - Je suis comme le roi d'un pays pluvieux) puis triomphe (IV - Quand le ciel bas et lourd pèse comme un couvercle).

lire : Spleen I ;

lire : Spleen II ;

lire : Spleen III ;

lire : Spleen IV.

Le vers cité précédemment : "j'ai plus de souvenirs que si j'avais mille ans" ne doit pas être oublié.
Sa décadence - un riche héritage qu'il a dépensé dans de multiples plaisirs ! - ne semblent être qu'une tentative - tel ses suicides ? - de réveiller une passion. 
Une passion qui en son siècle devait laisser place à un bonheur simple et confortable.

## Postérité
Après Baudelaire, d'autres poètes français exprimeront ce sentiment de tristesse profonde.
En 1874, Paul Verlaine insère, dans son recueil Romances sans paroles, une pièce nommée  Spleen.
En 1885, dans Les Complaintes, Jules Laforgue chante une douleur de vivre évoquant le spleen baudelairien, empreinte d'autodérision.
En 1970, le poète Léo Ferré fait référence au "spleen" dans son texte "la mémoire et la mer".
Dès 1988, Mylène Farmer ouvre son 2ème album studio "Ainsi soit je..." avec le poème "L'Horloge" extrait des "Fleurs du Mal" de Charles Baudelaire en le greffant sur une musique de Laurent Boutonnat Ce poème ouvrira les concerts de son 1er spectacle "Tour 89". Elle s’en sert à nouveau sur son 7ème spectacle en « Live 2019 » lors de sa résidence à « La défense Arena » cette fois en tant que clôture du spectacle.
En 2004, le groupe de hip-hop québécois Loco Locass lance le disque Amour Oral sur lequel figure la pièce Spleen et Montréal.
En 2010, le groupe musical Stupeflip, animé par Julien Barthélemy, Stéphane Bellenger et Jean-Paul Michel, produit un morceau intitulé Le spleen des petits, repris dans son album The Hypnoflip Invasion.
En 2012, le rappeur Jazzy Bazz sort le morceau "64 mesures de spleen", extrait de son projet "Sur la route du 3.14"
En 2018, dans l'album "Désobéissance", Mylène Farmer met en musique, grâce à Feder, le poème "Au Lecteur" extrait des "Fleurs du Mal"
En 2018, la chanteuse belge Angèle et son frère, Roméo Elvis, font référence au spleen dans leur titre Tout oublier.
En 2018, le rappeur Dinos (rappeur) dédie un morceau éponyme au spleen, dans lequel il fait de nombreuses références à Charles Baudelaire.